# Sesamia monodi
Sesamia monodi là một loài bướm đêm trong họ Noctuidae.